# 本多忠堯
本多 忠堯（ほんだ ただとう）は、江戸時代中期の大名。播磨国山崎藩の第4代藩主。官位は従五位下大和守。政信系本多家5代。

## 略歴
第3代藩主・本多忠辰の長男として誕生。幼名は権次郎。
寛延3年（1750年）、父の死去により跡を継いだ。先々代藩主からの災難続きで藩財政は破綻寸前となっており、窮民は増加していたため、商人から銀90貫を借り入れて藩政改革を行なおうとしたが、筆頭家老が改革反対派から攻撃されて失脚するなどしたため、短期間で失敗に終わった。宝暦11年（1761年）2月25日、25歳で死去し、跡を妹婿の忠可が継いだ。法号は広善院殿前和州宰吏定誉宗厳了演大居士。墓所は東京都江東区三好の雲光院。

## 系譜
- 父：本多忠辰（1711-1750）
- 母：松平乗賢の娘
- 正室：於鷹 - 相良長在の娘
- 養子
  - 男子：本多忠可（1741-1795） - 有馬孝純の次男
  - 女子：熊姫 - 本多忠可正室、本多忠辰の娘